# Südostasienspiele 1985
Die Südostasienspiele 1985, englisch als Southeast Asian Games (SEA Games) bezeichnet, fanden vom 8. bis 17. Dezember 1985 in Bangkok statt. Es war die 13. Auflage der Spiele. Es nahmen mehr als 1500 Athleten Offizielle aus 8 Ländern in 18 Sportarten an den Spielen teil.

## Medaillenspiegel
| Platz | Land        | Gold | Silber | Bronze | Gesamt |
| ----- | ----------- | ---- | ------ | ------ | ------ |
| 1.    | Thailand    | 92   | 66     | 59     | 217    |
| 2.    | Indonesien  | 62   | 73     | 76     | 211    |
| 3.    | Philippinen | 43   | 54     | 32     | 129    |
| 4.    | Malaysia    | 26   | 28     | 32     | 86     |
| 5.    | Singapur    | 16   | 11     | 23     | 50     |
| 6.    | Birma       | 13   | 19     | 34     | 66     |
| 7.    | Brunei      | 0    | 0      | 3      | 3      |
| 8.    | Kampuchea   | 0    | 0      | 0      | 0      |

## Sportarten
- Badminton
- Basketball
- Bogenschießen
- Bowling
- Boxen
- Fußball
- Gewichtheben
- Judo
- Leichtathletik
- Radsport
- Schießen
- Schwimmsport
- Sepak Takraw
- Segeln
- Tennis
- Tischtennis
- Turnen
- Volleyball

## Referenzen
- Percy Seneviratne (1993) Golden Moments: the S.E.A Games 1959-1991 Dominie Press, Singapur ISBN 981-00-4597-2
- Geschichte der Südostasienspiele
- BASOC (1985) 13th SEA Games Official Report, Thailand
- Lew Hon Kin: SEA Games Records 1959-1985, Petaling Jaya – Penerbit Pan Earth, 1986